# Hintere Gubachspitze
La Hintere Gubachspitze est une montagne qui s’élève à 3 387 m d’altitude dans les Hohe Tauern, en Autriche.